# José Pérez Francés
José Pérez Francés   (Peñacastillo, 27 de desembre de 1936 - Barcelona, 30 de setembre de 2021) fou un ciclista professional espanyol, motejat Torero i Bello tenebroso.

## Biografia
Traslladat a Barcelona amb 17 anys, va començar com amateur a la penya ciclista del bar «Las Banderas» (carrer de Sant Pau, 103-105) i guanyà tres campionats d'Espanya (1954, 1955 i 1956) i seixanta curses.
L'any 1960 va començar la seva etapa com a professional a l'equip Ferrys. Com a triomfs més destacats cal citar el tercer lloc al Tour de França de 1963, una etapa al Tour de França de 1965 amb arribada en solitari a Barcelona, tres a la Volta a Espanya i dos campionats d'Espanya en ruta. L'any 1969, després de córrer la Volta Ciclista a Catalunya, es retirà del ciclisme professional amb 43 victòries.

## Palmarès
- 1954
  -  Campió d'Espanya en ruta amateur
- 1955
  -  Campió d'Espanya en ruta amateur
  - 1r a la Clàssica d'Ordizia
  - 1r del Cinturó Internacional de Catalunya
- 1956
  -  Campió d'Espanya en ruta amateur
- 1957
  - 1r del Cinturó Internacional de Catalunya
- 1960
  -  Campió d'Espanya de ciclisme en ruta
  - 1r del campionat d'Espanya de les regions
  - 1r de la Volta al Rosselló
  - 1r de la Barcelona-Viella
  - 1r del G.P. de Sabadell
  - Vencedor d'una etapa a la Volta a Catalunya
- 1961
  - 1r al Campionat Basco-navarrès de muntanya
  - 1r del G.P. de Villanueva
  - Vencedor d'una etapa i 3r de la classificació general a la Volta a Espanya
  - Vencedor d'una etapa de la Madrid-Barcelona
  - 7è de la classificació general al Tour de França
- 1962
  - Vencedor d'una etapa a la Volta a Catalunya
  - 2n de la classificació general a la Volta a Espanya
  - 6è de la classificació general al Giro d'Itàlia
- 1963
  -  Campió d'Espanya de ciclisme en ruta
  - 1r de la Setmana Catalana i vencedor d'una etapa
  - 1r al Campionat Basco-navarrès de muntanya
  - Vencedor d'una etapa a la Volta a Espanya
  - Vencedor d'una etapa a la Volta a Llevant
  - Vencedor d'una etapa al Critèrium del Dauphiné Libéré
  - 3r de la classificació general al Tour de França
- 1964
  - 1r de la Setmana Catalana i vencedor d'una etapa
  - 1r a la Clàssica d'Ordizia
  - Vencedor de 2 etapes a la Volta a Catalunya
  - Vencedor de 2 etapes a la Volta a Llevant
  - 3r de la classificació general i 1r de la classificació per punts de la Volta a Espanya
- 1965
  - 1r del Campionat de Barcelona (etapa de la Setmana Catalana)
  - 1r de la Volta a Llevant i vencedor de 2 etapes
  - 1r del Gran Premi de Primavera
  - Vencedor d'una etapa i 6è de la classificació general al Tour de França
- 1966
  - 1r del G.P. de Biscàia
  - 1r del G.P. Cuprosan
  - Vencedor d'una etapa a la Volta a Llevant
  - Vencedor d'una etapa a la Volta a Andalusia
- 1967
  - 1r de la Volta a Llevant
  - 1r de la Barcelona-Andorra
  - 1r del trofeu Jaumendreu (etapa de la Setmana Catalana)
  - Vencedor de 3 etapes a la Volta a Llevant
  - 5è de la classificació general al Giro d'Itàlia
  - 10è de la classificació general a la Volta a Espanya

- 1968
  - Vencedor d'una etapa i 2n de la classificació general a la Volta a Espanya
  - Vencedor de 2 etapes a la Volta a Llevant
- 1969
  - 27è de la classificació general a la Volta a Espanya